# Radicaal 208
Van de in totaal 214 Kangxi-radicalen heeft radicaal 208 de betekenis rat en muis. Het is een van de vier radicalen die bestaan uit dertien strepen.
In het Kangxi-woordenboek zijn er 92 karakters die dit radicaal gebruiken.

## Karakters met het radicaal 208

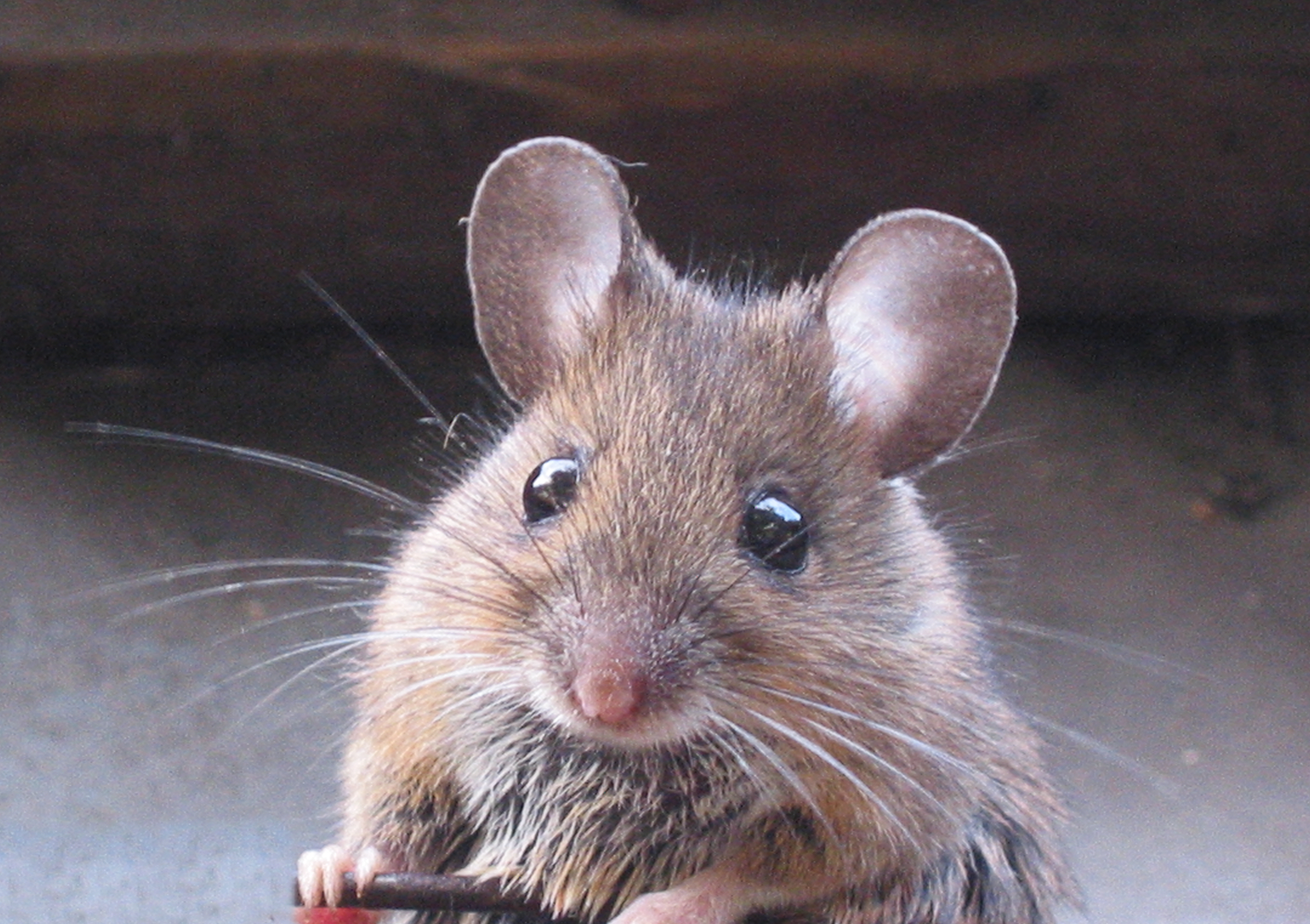
Bosmuis

| Strepen | Karakter                |
| ------- | ----------------------- |
| + 0     | 鼠 鼡                   |
| + 4     | 鼢 鼣 鼤                |
| + 5     | 鼥 鼦 鼧 鼨 鼩 鼪 鼫 鼬 |
| + 6     | 鼭                      |
| + 7     | 鼮 鼯 鼰                |
| + 8     | 鼱                      |
| + 9     | 鼲 鼳 鼴 鼵             |
| + 10    | 鼶 鼷 鼸 鼹             |
| + 15    | 鼺                      |

Orakelbotkarakter
Groot zegelkarakter
Klein zegelkarakter